# Стрёмгрен, Сванте Элис
Сванте Элис Стрёмгрен (дат. Svante Elis Strömgren, 31 мая 1870 — 5 апреля 1947) — шведско-датский астроном.
Стрёмгрен родился в Хельсингборге в Сконе, получил степень доктора философии в Лундском университете в 1898, став в тот же год доцентом. С 1901 работал в университете Киля, а в 1907 стал профессором астрономии в Копенгагенском университете и директором Копенгагенской обсерватории. В 1940 на посту директора обсерватории его сменил сын, Бенгт Стрёмгрен.
Он работал в различных направлениях, но более всего он интересовался небесной механикой. Ему принадлежат работы о происхождении и орбитах комет. Также занимался изучением проблемы трёх тел.
Во время и после Первой мировой войны вёл обширную деятельность в качестве посредника между астрономами различных воюющих стран, за что его даже номинировали на Нобелевскую премию мира.
В честь жены Сванте Стрёмгрена назван астероид (476) Гедвиг, открытый в 1901 году, орбиту которого Стрёмгрен вычислил.
В 1970 г. Международный астрономический союз присвоил имя Стрёмгрена кратеру на обратной стороне Луны.